# Banco de Inglaterra
El Banco de Inglaterra (en inglés: Bank of England), oficialmente Gobernador y Compañía del Banco de Inglaterra (en inglés: Governor and Company of the Bank of England), es el banco central del Reino Unido y el encargado de dictar la política monetaria del país a través de su Comité de Política Monetaria. Funciona como el Banco Central del Gobierno del Reino Unido y entre otras su función es la de emitir y controlar la circulación de la libra esterlina.
Su sede se encuentra ubicada en la ciudad de Londres, en su barrio financiero, en la calle Threadneedle, motivo por el cual en ocasiones se le denomina popularmente como The Old Lady of Threadneedle Street o The Old Lady (en español, La Vieja Dama de la Calle Threadneedle o La Vieja Dama). 
El edificio donde tiene su sede es obra del arquitecto británico sir. John Soane y fue construido entre los años de 1792 y 1823.
El 11 de septiembre de 2018, Carney anunció por carta al ministro de Economía del Reino Unido, Philip Hammond, que extendería su mandato hasta enero de 2020 para "promover un Brexit suave y una transición efectiva dentro del Banco de Inglaterra". Finalmente, el 16 de marzo de 2020, Andrew Bailey que hasta entonces era Director de la Autoridad de Conducta Financiera (FCA), sucedió a Carner como Gobernador del Banco.

## Historia del Banco de Inglaterra

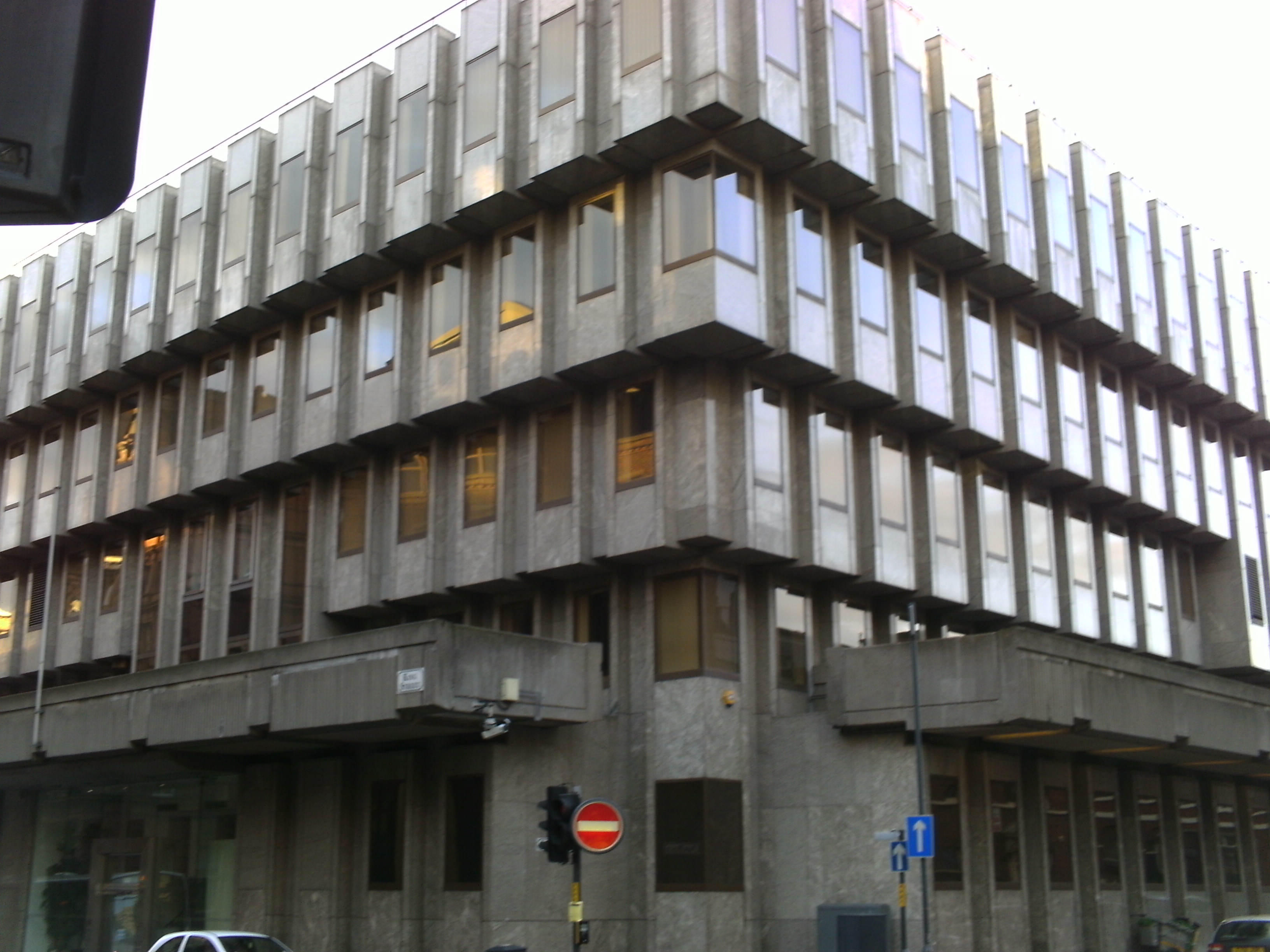
Banco de Inglaterra, Leeds.

El Banco de Inglaterra, al igual que el banco de Francia y Alemania, no comenzó como banco estatal ni como empresa de la corona, sino como banco privado, controlado en buena medida por la dinastía banquera europea que se había instalado en forma familiar en Inglaterra, Francia, Alemania, Austria e Italia: el clan Rothschild, junto con sus asociadas Kuhn, Loeb, Lehman, Warburg, etc. La familia Rothschild poseía un enorme poder financiero en toda Europa, pero deseaban aumentarlo y así establecer las políticas financieras en los principales países europeos. El Banco fue fundado en 1694, seis años después de la Revolución Gloriosa, y fue nacionalizado el 1 de marzo de 1946 a consecuencia de la Segunda Guerra Mundial. Es el segundo Banco Central creado en la historia, después del Banco de Suecia.

### Establecimiento
Después de la derrota en la batalla de Cabo Beachy (10 de julio de 1690). El gobierno del Rey Guillermo III quería construir una flota naval capaz de derrotar a la flota naval francesa; sin embargo, la capacidad de construir esta flota se vio obstaculizada tanto por la falta de fondos públicos disponibles como por el bajo crédito del gobierno inglés en Londres. Esta falta de crédito hizo imposible que el gobierno inglés tomara prestadas las 1.200.000 libras esterlinas (al 8% anual) que quería para construir construir una nueva flota naval.
Para inducir la suscripción del préstamo, los suscriptores debían ser incorporados a nombre del Gobernador y Compañía del Banco de Inglaterra (Governor and Company of the Bank of England - nombre oficial del Banco de Inglaterra). El banco recibió la posesión exclusiva de los saldos del gobierno y fue la única corporación de responsabilidad limitada autorizada para emitir billetes. Los prestamistas le darían al gobierno efectivo (lingotes de oro) y emitirían notas contra los bonos del gobierno, que podrían volver a prestarse. Los 1,2 millones de libras esterlinas se recaudaron en 12 días, principalmente gracias a William Phips que invirtió el enorme botín de un galeón español, el Nuestra Señora de la Limpia y Pura Concepción;  la mitad de esto se utilizó para construir una nueva flota naval.
Como efecto secundario, el gran esfuerzo industrial necesario, incluyendo el establecimiento de herrajes para hacer más clavos y los avances en la agricultura que alimentaba la fuerza cuadruplicada de la marina, comenzaron a transformar la economía. Esto ayudó al nuevo Reino de Gran Bretaña (Inglaterra y Escocia se unieron formalmente en 1707) a volverse poderoso. El poder de la marina convirtió a Gran Bretaña en la potencia mundial dominante a finales del siglo XVIII y principios del XIX.
En 1694, el establecimiento del Banco de Inglaterra fue planificado por Charles Montagu, primer conde de Halifax. El plan de 1691, que había sido propuesto por William Paterson tres años antes, no se había llevado a cabo.
Antes de eso, en 1636, el financiero del rey, Philip Burlamachi, había propuesto exactamente la misma idea en una carta dirigida a Francis Windebank. Propuso un préstamo de 1,2 millones de libras al gobierno; a cambio, los suscriptores se incorporarían como The Governor and Company of the Bank of England con privilegios bancarios a largo plazo, incluida la emisión de billetes.
La Carta Real se otorgó el 27 de julio de 1694, mediante la aprobación del Bank of England Act 1694. Las finanzas públicas estaban en tan pésimas condiciones en ese momento que los términos del préstamo eran que se pagaría a una tasa del 8% anual, y también había un cargo por servicio de £4000 por año para la gestión del préstamo. El primer gobernador fue John Houblon (quien luego fue representado en un billete de cincuenta libras esterlinas).
Inicialmente, el banco no tenía su propio edificio, y abrió por primera vez el 1 de agosto de 1694 en Mercers 'Hall en Cheapside. Sin embargo, se descubrió que esto era demasiado pequeño y desde el 31 de diciembre de 1694 el banco operó desde Grocers 'Hall, ubicado entonces en Poultry , donde permanecería durante casi 40 años.

### sigloXVIII
En 1700, la Hollow Sword Blade Company fue comprada por un grupo de empresarios que deseaban establecer un banco inglés competidor (en una acción que hoy se consideraría una "lista de puertas traseras"). El monopolio inicial del Banco de Inglaterra sobre la banca inglesa expiraba en 1710. Sin embargo, se renovó y la empresa Sword Blade no logró su objetivo.

#### South Sea Company
En agosto de 1710, Robert Harley fue nombrado canciller de la Hacienda del Reino Unido. En esa época, el gobierno ya se había vuelto dependiente del Banco de Inglaterra, una empresa privada constituida 16 años antes, que había obtenido el monopolio como prestamista del gobierno. El gobierno estaba insatisfecho con el servicio que estaba recibiendo y Harley buscaba activamente nuevas formas de mejorar las finanzas nacionales.
Un nuevo Parlamento reunido en noviembre de 1710 resolvió atender las finanzas nacionales, que sufrían las presiones de dos guerras simultáneas: la guerra de sucesión española, que terminó en 1713, y la Gran Guerra del Norte, que terminó en 1721.
En enero de 1711, Robert Harley, entonces canciller de la Hacienda del Reino Unido, creó la South Sea Company (Compañía del Mar del Sur), que fue una sociedad anónima británica fundada en enero de 1711, creada como una alianza público-privada para consolidar y reducir el costo de la deuda pública.
De ese modo:
1. Inicialmente, hubo una de la deuda nacional que concluyó que el gobierno debía un total de £ 9 millones de libras esterlinas, sin ingresos asignados específicamente para pagarlo;
2. posteriormente se resolvió que: todos los tenedores de la deuda (acreedores) estarían obligados a entregarla a una nueva sociedad constituida a tal efecto, la South Sea Company, que a cambio les emitiría acciones propias por el mismo valor nominal. El gobierno haría un pago anual a la Compañía de £568,279, equivalente al 6% de interés más gastos, que luego sería redistribuido a los accionistas como dividendo.

A la empresa también se le otorgó el monopolio para comerciar con América del Sur, pero ese comercio era ilegal sin un permiso de España.
En 1713, esta situación cambiaría, con la firma del Tratado de Utrecht, que puso fin a la guerra de sucesión española, otorgó a Gran Bretaña un Asiento de Negros por 30 años para abastecer a las colonias españolas con 4.800 esclavos por año. A Gran Bretaña se le permitió abrir oficinas en Buenos Aires, Caracas, Cartagena de Indias, La Habana, Ciudad de Panamá, Portobello, Veracruz, La Guaira y Santiago de Cuba para organizar el comercio de esclavos en el Océano Atlántico. A uno de estos lugares se podría enviar cada año un barco de no más de 500 toneladas (el Navío de Permiso), cargado con mercancías libres de impuestos para ser vendidas en las ferias de Nueva España, Cartagena y Portobello. Una cuarta parte de los beneficios se reservaría para el Rey de España. Actividad, que sería llevada a cabo por la South Sea Company.
Entre 1715 y 1739, el tráfico de esclavos constituyó la principal actividad comercial legal de la South Sea Company. Según los registros compilados por David Eltis y otros, durante el transcurso de 96 viajes en 25 años, la South Sea Company compró 34.000 esclavos, de los cuales 30.000 sobrevivieron al viaje a través del Atlántico.
El año 1720 estuvo marcado por una gran burbuja especulativa, de modo que, a principios de agosto, la cotización de las acciones de la empresa alcanzó el increíble valor de 1000 libras esterlinas, sin embargo, luego del ápice, comenzó una ola de ventas y el precio se derrumbó, por lo que antes el final del año el precio se redujo a alrededor de 1000 libras esterlinas.

#### Aumento de la deuda
Sin embargo, la función principal de la South_Sea_Company siempre fue administrar la deuda del gobierno, en lugar de comerciar con las colonias españolas. La South Sea Company continuó con la gestión de la parte de la deuda nacional hasta que se disolvió en 1853, momento en el que se volvió a consolidar la deuda.
Sin embargo, la deuda del gobierno británico siguió aumentando, de modo que en 1719, era de 50 millones de libras esterlinas:
- 18,3 millones de libras esterlinas estaban en manos de tres grandes corporaciones:
  - 3,4 millones de libras esterlinas del Banco de Inglaterra;
  - 3,2 millones de libras esterlinas de la Compañía Británica de las Indias Orientales; y
  - 11,7 millones de libras esterlinas de South Sea Company.
- La deuda redimible de propiedad privada ascendió a 16,5 millones de libras esterlinas; y
- £ 15 millones consistieron en anualidades irredimibles, anualidades a largo plazo fijo de 72 a 87 años y anualidades cortas de 22 años restantes hasta el vencimiento.

Esto, en un momento en que el producto interno bruto para Gran Bretaña se estimaba en £ 64,4 millones.

#### Crisis de 1772
La crisis crediticia de 1772 ha sido descrita como la primera crisis bancaria moderna que enfrentó el Banco de Inglaterra. Toda la City de Londres estaba alborotada cuando, en junio de 1772, Alexander Fordyce fue declarado en bancarrota. La presión sobre las reservas del Banco de Inglaterra no se alivió hasta finales de 1773.

#### Bank Restriction Act 1797
Después de que Gran Bretaña declaró la guerra a la Primera República Francesa (1792-1804), en 1793, comenzó la sobreimpresión de los billetes británicos por el gobierno de William Pitt (el Joven), quien fue Primer ministro del Reino Unido en 1783 y 1800. 
En 1797, en un contexto en el que el valor nominal total de los billetes en circulación era casi exactamente el doble de las reservas reales de oro (10 865 050 libras esterlinas en billetes, en comparación con 5 322 010 libras esterlinas en lingotes de oro), se aprobó el Bank Restriction Act 1797 (Ley de Restricción Bancaria de 1797), que fue una Ley del Parlamento de Gran Bretaña que eliminó el requisito de que el Banco de Inglaterra convierta los billetes en oro.
En 1815, al final de las guerras napoleónicas, los billetes en circulación tenían un valor nominal de 28,4 millones de libras esterlinas, pero estaban respaldados por solo 2,2 millones de libras esterlinas en oro.
Sin embargo, en 1819, Robert Peel presentó un proyecto de ley para que el Reino Unido volviera al patrón oro. De ese modo, el gobierno británico reanudó la "convertibilidad" el 1 de mayo de 1821, lo que ayudó a afianzar a la libra esterlina como la moneda mundial preferida durante todo el siglo XIX.

### sigloXIX

#### Pánico de 1825
Entre 1825 y 1826, el banco pudo evitar una crisis de liquidez cuando Nathan Mayer Rothschild logró suministrarle oro.
En la época del Pánico de 1825, el Banco de Inglaterra no era un banco central sino un banco público con fines de lucro con tres lealtades: sus accionistas, el gobierno británico y sus banqueros comerciales corresponsales. En ese contexto, el Banco de Inglaterra elevó la tasa de préstamo para proteger a sus inversores, en lugar de bajarla para proteger al público.
La inacción del Banco de Inglaterra para actuar como prestamista de última instancia generó pánico bancario que llevó a una parálisis sistémica del sistema bancario y fue seguido por quiebras generalizadas y desempleo.

#### Bank Charter Actde 1844
El Bank Charter Act de 1844, aprobado cuando Robert Peel era el primer ministro del Reino Unido, restringió los poderes de los bancos británicos y otorgó poderes exclusivos de emisión de billetes al Banco de Inglaterra. Antes de eso, los bancos comerciales de Gran Bretaña e Irlanda podían emitir sus propios billetes, y los billetes emitidos por las compañías bancarias provinciales estaban comúnmente en circulación. Esta ley institucionalizó el bullionismo en el Reino Unido y se estableció una proporción entre las reservas de oro en poder del Banco de Inglaterra y los billetes que el Banco podía emitir. La Ley también impuso restricciones estrictas a la emisión de billetes por parte de los bancos regionales, prohibiendo cualquier nuevo "banco de emisión" en cualquier parte del Reino Unido y comenzando así el proceso de centralización de la emisión de billetes.
Sin embargo, los bancos privados que anteriormente habían tenido ese derecho lo conservaron, siempre que su sede estuviera fuera de Londres y que depositaran garantía contra los billetes que emitían. El último banco privado en emitir sus propios billetes en Inglaterra y Gales fue Fox, Fowler and Company en 1921. En la actualidad, tres bancos comerciales de Escocia y cuatro de Irlanda del Norte siguen emitiendo sus propios billetes en libras esterlinas , regulados por el Banco de Inglaterra.
La Ley fue una victoria para la Escuela Monetaria Británica, que argumentó que la emisión de nuevos billetes era una de las principales causas de la inflación de precios. Los miembros de esta Escuela creían que: para restringir la circulación, se debería exigir a los emisores de nuevos billetes que mantuvieran un valor equivalente de oro como reserva. Este concepto también fue conocido como convertibilidad y principio monetario. Argumentaron que los precios se basaban principalmente en la cantidad de moneda en circulación, pero reconocieron que los precios también se vieron afectados por los depósitos. Por lo tanto, al controlar los precios, los bancos podrían limitar la salida de oro.
Sin embargo, el gobierno retuvo el poder de suspender la Ley en caso de crisis financiera, y esto de hecho sucedió varias veces: en 1847 y 1857, y durante la 1866 Crisis de Overend Gurney.
Aunque la Ley requería que los nuevos billetes estuvieran respaldados totalmente por oro o deuda del gobierno, el gobierno retuvo el poder de suspender la Ley en caso de crisis financiera, y esto de hecho sucedió varias veces: en 1847 y 1857, y en 1866, durante el pánico de 1866, cuando el banco actuó como prestamista de última instancia por primera vez.

### sigloXX
El último banco privado en Inglaterra en emitir sus propios billetes fue el banco Fox, Fowler and Company de Thomas Fox en Wellington (Somerset), que se expandió rápidamente hasta fusionarse con Lloyds Bank en 1927. Fueron moneda de curso legal hasta 1964. Los bancos privados escoceses e irlandeses del norte continúan emitiendo billetes regulados por el Banco de Inglaterra.
Gran Bretaña estaba en el patrón oro, lo que significa que el valor de la libra esterlina estaba fijado por el precio del oro, hasta 1931, cuando, como resultado de la Gran Depresión, el Banco de Inglaterra tuvo que sacar a Gran Bretaña del patrón.
Entre 1920 y 1944, cuando Montagu Norman era gobernador del Banco de Inglaterra, el banco hizo esfuerzos deliberados para alejarse de la banca comercial y convertirse estrictamente en un banco central.
Durante la Segunda Guerra Mundial, más del 10 % del valor nominal de los billetes de libra esterlina en circulación eran falsificaciones producidas por Alemania.
En 1946, poco después del final del mandato de Montagu Norman, el gobierno laborista, presidido por Clement Attlee, quien fue primer ministro del Reino Unido entre 1945 y 1951, nacionalizó el banco, a través del Bank of England Act 1946.
Después de 1945, el banco persiguió los múltiples objetivos de la economía keynesiana, como tasas de interés bajas para respaldar la demanda agregada. Trató de mantener un tipo de cambio fijo e intentó lidiar con la inflación y la debilidad de la libra esterlina mediante controles de crédito y de cambio.
El 15 de febrero de 1971, comenzó la división de la libra esterlina en centavos (Decimal Day), antes de eso, la libra esterlina británica (símbolo "£") se subdividía en 20 chelines, cada uno de 12 peniques (antiguos), un total de 240 peniques. Con la decimalización, la libra mantuvo su antiguo valor y nombre, pero se abolió el chelín y se revaluó el penique ajustándolo al nivel del centavo, de modo que la libra se subdividió en 100 de lo que originalmente se llamó "nuevos peniques" ("NP"), y luego solo peniques ("p") cuando la confusión ya no era probable. Cada nuevo penique o centavo valía 2,4 peniques antiguos (abreviado "d").
El Banco de Inglaterra está protegido por su estatus de carta real y el Official Secrets Act.
En 1981, se abolió el requisito de que los bancos mantengan una proporción mínima fija de sus depósitos como reservas en el Banco de Inglaterra.